# Ovečka Shaun ve filmu: Farmageddon
Ovečka Shaun ve filmu: Farmageddon (v anglickém originále A Shaun the Sheep Movie: Farmageddon) je britský animovaný film z roku 2019. Režisérem filmu je duo Richard Phelan a Will Becher. Hlavní role ve filmu ztvárnili Justin Fletcher, John Sparkes a Amalia Vitale.

## Obsazení
| Justin Fletcher | Shaun a Timmy            |
| John Sparkes    | Bitzer a Farmář          |
| Amalia Vitale   | Lu-La a Me-Ma            |
| Kate Harbour    | Timmyho máma a Agent Red |
| David Holt      | MUGG-1N5                 |
| Richard Webber  | Velká Shirley a Obo      |
| Simon Greenall  | Dvojčata                 |
| Emma Tate       | Hazel                    |
| Andy Nyman      | Nuts                     |
| Joe Sugg        | Pizza Boy                |